# Danielle Nolte
Danielle Nolte, née le 11 janvier 2002, est une athlète sud-africaine spécialiste du saut en longueur. 

## Carrière sportive
Danielle Nolte a acquis sa première expérience internationale en 2022 aux Championnats d'Afrique de Port Louis . Elle termine à la sixième place en effectuant un saut de 6,09 m.  
Elle est championne d'Afrique du sud de saut en longueur pendant quatre années consécutives en 2022, 2023, 2024 et 2025. 
Le 23 juin 2024, avec un saut à 6.44m, elle remporte la médaille de bronze féminine en saut en longueur lors des championnats d'Afrique d'athlétisme 2024 au stade Japoma.

## Palmarès[4]
| Date | Compétition            | Lieu         | Résultat | Épreuve          | Marque |
| ---- | ---------------------- | ------------ | -------- | ---------------- | ------ |
| 2022 | Championnats d'Afrique | Saint-Pierre | 6e       | Saut en longueur | 6,09 m |
| 2024 | Championnats d'Afrique | Douala       | 3e       | Saut en longueur | 6,44 m |

| Date | Compétition                   | Lieu             | Résultat | Épreuve          | Marque |
| ---- | ----------------------------- | ---------------- | -------- | ---------------- | ------ |
| 2022 | Championnats d'Afrique du sud | Potchefstroom    | 1re      | Saut en longueur | 6,21 m |
| 2023 | Championnats d'Afrique du sud | Pietermaritzburg | 1re      | Saut en longueur | 6,61 m |
| 2024 | Championnats d'Afrique du sud | Potchefstroom    | 1re      | Saut en longueur | 6,31 m |
| 2025 | Championnats d'Afrique du sud | Le Cap           | 1re      | Saut en longueur | 6,22 m |

## Records personnels[4]
| Date | Compétition                       | Lieu             | Marque        |
| ---- | --------------------------------- | ---------------- | ------------- |
| 2016 | Pretoria Gert le Roux Memorial    | Pretoria         | 5,39 m        |
| 2017 | Championnat Pretoria AGN          | Pretoria         | 5,52 m        |
| 2018 | Ligue Pretoria AGN                | Pretoria         | 5,67 m        |
| 2019 | Championnats d'Afrique du sud U18 | Paarl            | 5,80 m        |
| 2020 | Ligue 6 AGN                       | Pretoria         | 6.05 m        |
| 2021 | Aucune Donnée                     | Aucune Donnée    | Aucune Donnée |
| 2022 | CGA Open Meet 2                   | Boksburg         | 6.40 m        |
| 2023 | AGN Track & Field League 5        | Pretoria         | 6.50 m        |
| 2024 | Championnats d'Afrique du sud     | Pietermaritzburg | 6.61 m        |
| 2025 | ASA Athletics Grand Prix 2        | Johannesburg     | 6.56m         |

| Date | Compétition                       | Lieu          | Marque        |
| ---- | --------------------------------- | ------------- | ------------- |
| 2016 | Pretoria Gert le Roux Memorial    | Pretoria      | 11,75 m       |
| 2017 | Pretoria AGN Invitational League  | Pretoria      | 11,55 m       |
| 2018 | Ligue Pretoria AGN                | Pretoria      | 11,64 m       |
| 2019 | Championnats d'Afrique du sud U18 | Paarl         | 11,90 m       |
| 2020 | Championnat AGN                   | Pretoria      | 12.26 m       |
| 2021 | Aucune Donnée                     | Aucune Donnée | Aucune Donnée |
| 2022 | Aucune Donnée                     | Aucune Donnée | Aucune Donnée |
| 2023 | Aucune Donnée                     | Aucune Donnée | Aucune Donnée |
| 2024 | AGN League 3                      | Pretoria      | 13.17 m       |

| Date | Compétition   | Lieu          | Marque        |
| ---- | ------------- | ------------- | ------------- |
| 2020 | AGN League 3  | Pretoria      | 12.91 s       |
| 2021 | Aucune Donnée | Aucune Donnée | Aucune Donnée |
| 2022 | Aucune Donnée | Aucune Donnée | Aucune Donnée |
| 2023 | Aucune Donnée | Aucune Donnée | Aucune Donnée |
| 2024 | AGN League 2  | Pretoria      | 11.66 s       |